# Шроша
Шроша (груз. შროშა) — село в Грузії.
За даними перепису населення 2014 року в селі проживає 400 осіб.